# Роковник
Роковник (стсл. рокъ — датум), планер (енгл. planner — који планира) или агенда (лат. agenda — замисао) називи су за књижицу намењену записивању важних датума, догађаја и организацију у најширем смислу, али употребљивану и у друге сврхе.

## Опште одлике
Роковници су преносиви. Могу бити како малих, тако и великих димензија. Убично су укоричени у кожи или другом меком а квалитетном материјалу. Састоје се из неколико делова, од којих су најважнији дневник, календар и адресар. Ове књижице обично садрже и информације корисне у пословном смислу, као што су путне карте или позивни бројеви за државе и/или домаће градове. Налик је другом прибору сличног изгледа и грађе, као што су свеске (школски и канцеларијски прибор), нотеси (за ситне прибелешке).
У земљама као што је Швајцарска постоје ђачки роковници, у којим ученици записују домаћи и организују своје активности. Предвиђени су као вид комуникације између школе и родитеља, јер су исти дужни да његов садржај контролишу и уписују запажања, резултате и оцене. Родитељи га потписују сваке недеље као знак да су садржину ишчитали. Израђују се и примерци личних планера са логотипима предузећа, именима, натписима, па чак и рубрикама које купац жели.
Крајем двадесетог века, у склопу глобалне дигитализације, папирне роковнике почели су смењивати електронски уређаји. Прву електронику овакве намене представља лични дигитални асистент (ПДА), док су програмиране и апликације попут личних информационих менаџера (ПИМ), који садрже све одлике роковника и још неке додатне могућности. Почетком двадесет и првог века, процес је настављен, а нове замене за агенде налазе су у смартфонима и таблет рачунарима.